# Municipio de La Perla
El municipio de La Perla es uno de los 212 municipios en que se encuentra dividido el estado mexicano de Veracruz de Ignacio de la Llave. Su cabecera es la población del mismo nombre.

## Geografía
El municipio se encuentra localizado en la zona centro-occidental del estado de Veracruz, en la denominada Región de Las Montañas. Tiene una extensión territorial de 138.299 kilómetros cuadrados que representan el 0.19 % de la extensión total de Veracruz. Sus coordenadas geográficas extremas son 18°55′ - 19°4′ de latitud norte y 97°5′ - 97°18′ de longitud oeste, y su altitud va de un mínimo de 1300 a un máximo de 5400 metros sobre el nivel del mar, en la cima del pico de Orizaba, la montaña más elevada de México.
Sus límites territoriales corresponden al noroeste y norte al municipio de Calcahualco, al noreste al municipio de Coscomatepec, al este y sureste al municipio de Atzacan y al sur al municipio de Mariano Escobedo. Al oeste limita con el estado de Puebla, en específico con el municipio de Atzitzintla, el municipio de Chalchicomula de Sesma y el municipio de Tlachichuca.

## Demografía
De acuerdo a los resultados del Censo de Población y Vivienda de 2010 realizado por el Instituto Nacional de Estadística y Geografía, la población total del municipio de La Perla asciende a 23 648 personas.
La densidad poblacional es de 170.99 habitantes por kilómetro cuadrado.

### Localidades
El municipio incluye en su territorio un total de 49 localidades. Las principales, considerando su población del censo de 2010 son:
| Localidad                         | Población |
| Total Municipio                   | 23 648    |
| La Perla                          | 3 939     |
| Chilapa                           | 1 282     |
| La Ciénega                        | 1 223     |
| Barrio de San Miguel              | 1 145     |
| Metlac Hernández (Metlac Primero) | 1 082     |
| Xometla                           | 725       |

## Política

### Representación legislativa
Para la elección de diputados locales al Congreso de Veracruz y de diputados federales a la Cámara de Diputados federal, el municipio de La Perla se encuentra integrado en los siguientes distritos electorales:
Local:
- Distrito electoral local de 21 de Veracruz con cabecera en Ciudad Mendoza.[4]

Federal:
- Distrito electoral federal 15 de Veracruz con cabecera en Orizaba.[5]